# Beștepe
Beștepe község Tulcea megyében, Dobrudzsában, Romániában. A hozzá tartozó települések: Băltenii de Jos és Băltenii de Sus.

## Fekvése
A település az ország délkeleti részén található, a megyeszékhelytől, Tulcsától huszonhárom kilométerre délkeletre, a Duna Szent-György-ágának közelében.

## Története
Régi török neve Beş-Tepe, jelentése: öt-hegy. 2004-ben emelték községi rangra, miután kivált Mahmudia község irányítása alól.

## Látnivalók
- Piatra lui Sava - géta erődítés
- Beștepe dombsági természetvédelmi körzet - tizenöt hektáros terület